# August Scharrer
August Scharrer   (Estrasburg, 18 d'octubre de 1866 - Fürth, 24 d'octubre de 1936) va ser un director i compositor alemany.
Scharrer provenia d'una família de comerciants de Nuremberg, era besnet del fundador de la primera línia de ferrocarril alemany, Johannes Scharrer i contemporani de Gustav Mahler, Richard Strauss, Johannes Brahms i Anton Bruckner, amb qui també era conegut i tenia animada correspondència. Va estar casat amb Rosa Schlingloff el 1903 i va tenir els fills Walter (* 1903), Hermann (* 1906) i Hildegard (* 1910).
Scharrer va estudiar al conservatori d'Estrasburg i a la Universitat de Berlín, on es van escriure les seves primeres composicions. Va començar la seva carrera musical com a pianista acompanyant de l'Òpera Karlsruhe (1897-1898), director musical de Ratisbona (1898-1900) i el segon conductor del "Kaimorchesters" Múnic (1900-1904) de 1904 a 1907 va ser director de la Filharmònica de Berlín. En aquesta funció va conduir el 22 d'octubre de 1904, el concert de la primera aparició d'un pianista negre a l'Acadèmia de Cant de Berlín, i la primera representació de la Simfonia Nº 5 de Gustav Mahler a "Scheveningen" al juny de 1905, Després d'això, va ser director del Conservatori Municipal d'Estrasburg, director principal a Baden-Baden (1909-1914) i director de música urbana i el conductor de la societat coral de professors a Nuremberg (1914-1925).

## Obra
Abans i al llarg del seu treball com a director Scharrer va compondre nombroses obres corals i orquestrals, incloent la simfonia D menor "Per aspera ad astra" i l'òpera Die Erlösung (Opus 12) estrenada el 21 de novembre 1895 a Estrasburg. A més, va escriure nombroses cançons de coneguts poetes, tals. Heinrich Heine, Eduard Mörike i Hofmann von Fallersleben.